# Ituna fenestrata
Ituna fenestrata är en fjärilsart som beskrevs av Richard Haensch 1909. Ituna fenestrata ingår i släktet Ituna och familjen praktfjärilar. Inga underarter finns listade i Catalogue of Life.